# Lomas Athletic Buenos Aires
Lomas Athletic Club – argentyński klub sportowy z siedzibą w Lomas de Zamora będącym częścią zespołu miejskiego Buenos Aires.

## Osiągnięcia
- Mistrz Argentyny (5): 1893, 1894, 1895, 1897, 1898
- Wicemistrz Argentyny (2): 1900, 1906

## Historia

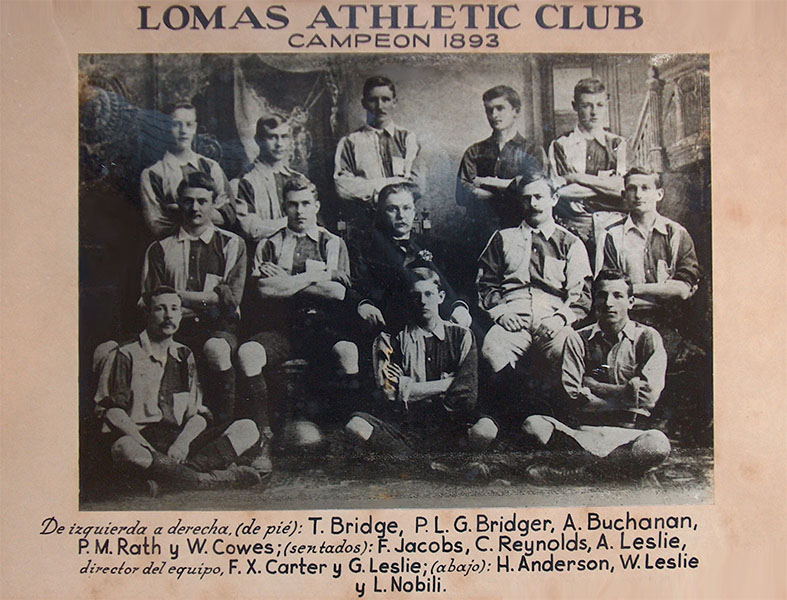

Klub Lomas Athletic założony został w 1891 roku przez członków klubu Lomas Academy. Dwa lata później, w 1893 roku, Lomas Athletic został oficjalnie pierwszym, a łącznie drugim w dziejach piłkarskim mistrzem Argentyny. Sukces ten powtórzył jeszcze dwukrotnie - w 1894 i 1895 roku. W 1896 klub zajął 3 miejsce.
Po tym, jak wielu członków klubu Lomas Academy przeniosło się do klubu Lomas Athletic w 1897, jeszcze dwa razy z rzędu zdobył mistrzostwo Argentyny. Później już nie udało się sięgnąć po najwyższe trofeum i jedynie w 1900 i 1906 roku Lomas Athletic cieszył się z tytułu wicemistrza. Coraz słabsza gra sprawiła, że klub w 1909 zajął ostatnie, 10 miejsce, i spadł z ligi. Do pierwszej ligi Lomas Athletic już nigdy nie wrócił. Przez pewien okres klub nosił nazwę Club Atlético Lomas.
Po 1909 roku sekcję piłkarską rozwiązano – obecnie w klubie uprawiane są następujące dyscypliny sportowe: bowls, krykiet, rugby, tenis, hokej na trawie i golf.